# Deutsche Democratische Gesellschaft in Paris

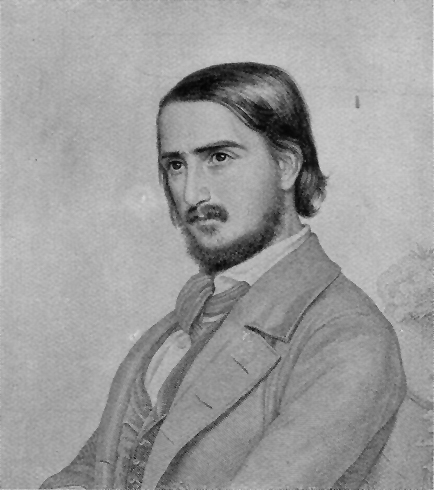
Georg Herwegh, Kupferstich nach Ölbild von Hans Conrad Hitz (1798–1866) von Carl Arnold Gonzenbach (1806–1885), Zürich 1843

Die Deutsche Democratische Gesellschaft in Paris (französisch Societé des Démocrates Allemands à Paris) war ein nach der Pariser Februarrevolution 1848 Anfang März 1848 in Paris gegründeter politischer Klub deutscher Emigranten. Auf Initiative der Anführer Adelbert von Bornstedt und Georg Herwegh wurde die Deutsche Demokratische Legion zur Unterstützung der revolutionären Bewegungen in Deutschen Bund gegründet.

## Geschichte
Im Anschluss an die Februarrevolution vom 24. Februar 1848 in Paris kam es zur Gründung zahlreicher politischer Klubs. Außerdem wurden der provisorischen französischen Regierung eine Vielzahl von Loyalitätserklärungen überreicht. Auch die in Paris bestehenden Kolonien ausländischer Emigranten beteiligten sich, wobei die deutsche Kolonie mit etwa 62.000 Personen die stärkste Gruppe stellte.
Am 27. Februar traf sich eine Gruppe die bis 12. März unter der Bezeichnung „Association allemande“ agierte.
Am 1. März wurde ein provisorisches Comité gebildet, dem Bornstedt, Herwegh und Moritz Wilhelm von Löwenfels angehörten, wobei die Verbindung zwischen der „Association allemande“ und diesem Comité unklar bleibt. Georg Werth und Bornstedt luden dann für den 2. März zu einer größeren Versammlung ein, bei der dann Bornstedt vorschlug Georg Herwegh zum Präsidenten des Comité zu wählen. Neben Herwegh wurden dann Bornstedt und Löwenfels zu Vizepräsidenten gewählt.

### Die politische Ausrichtung
Auf den 6. März 1848 berief das Comité der Gesellschaft eine Versammlung ein zu der etwa 4000 Deutsche kamen. Ziel war es eine Grußadresse an die provisorische Regierung der neuen französischen Republik zu verabschieden. Der Präsident des Comités, Georg Herwegh, verlas zuerst seinen Entwurf der der Devise „Freiheit in erster, Nationalität in zweiter Linie; Freiheit um jeden Preis, selbst auf Kosten der Nationalität.“ folgte. Karl Marx war ebenfalls bei der Versammlung anwesend.
Jacob Venedey schlug hingegen eine andere Grußadresse vor die der Devise „Vor Allem Nationalität, dann erst Freiheit, aber soviel Freiheit als möglich.“ folgte. Bei der Abstimmung unterlag Venedey deutlich und zog sich von der Gesellschaft zurück, die er nun in Zeitungsbeiträgen massiv kritisierte.
Die von Herwegh verfasste Grußadresse wurde am 8. März in einem großen Demonstrationszug mit 6000 Teilnehmern zum Hotel de Ville gebracht und Adolphe Crémieux, dem Justizminister der provisorischen Regierung, übergeben.
Aus dem Comité entstand am 9. März die Deutsche Demokratische Gesellschaft in Paris, wobei Adalbert von Bornstedt den Antrag stellte eine Deutsche Demokratische Legion aufzustellen um den „bedrängten deutschen Brüdern in Deutschland zu Hilfe zu eilen und sie vom Tyrannenjoche zu befreien.“
Marx gründete in Paris ebenfalls am 9. März den Klub der deutschen Arbeiter, der sich Ende März 1848 von der Deutschen demokratischen Gesellschaft in Paris distanzierte, die er als „im wesentlichen antikommunistisch“ einstufte.
Marx bekämpfte insbesondere auch die Idee mit der Deutschen Demokratischen Legion die deutschen Arbeiter aus Paris bewaffnet nach Deutschland zu führen. Er war der Auffassung, „daß die Revolution auf keinen Fall gewaltsam von außen nach Deutschland gebracht werden könne.“ Bornstedt wurde aus dem Bund der Kommunisten ausgeschlossen.
So hatten sich die deutschen Emigranten in Paris innert weniger Tage formiert, aber in drei Fraktionen gespalten, die Nationalisten mit Venedey, die Kommunisten mit Marx und die Republikaner mit Herwegh.

### Die Aufstellung eines Freikorps

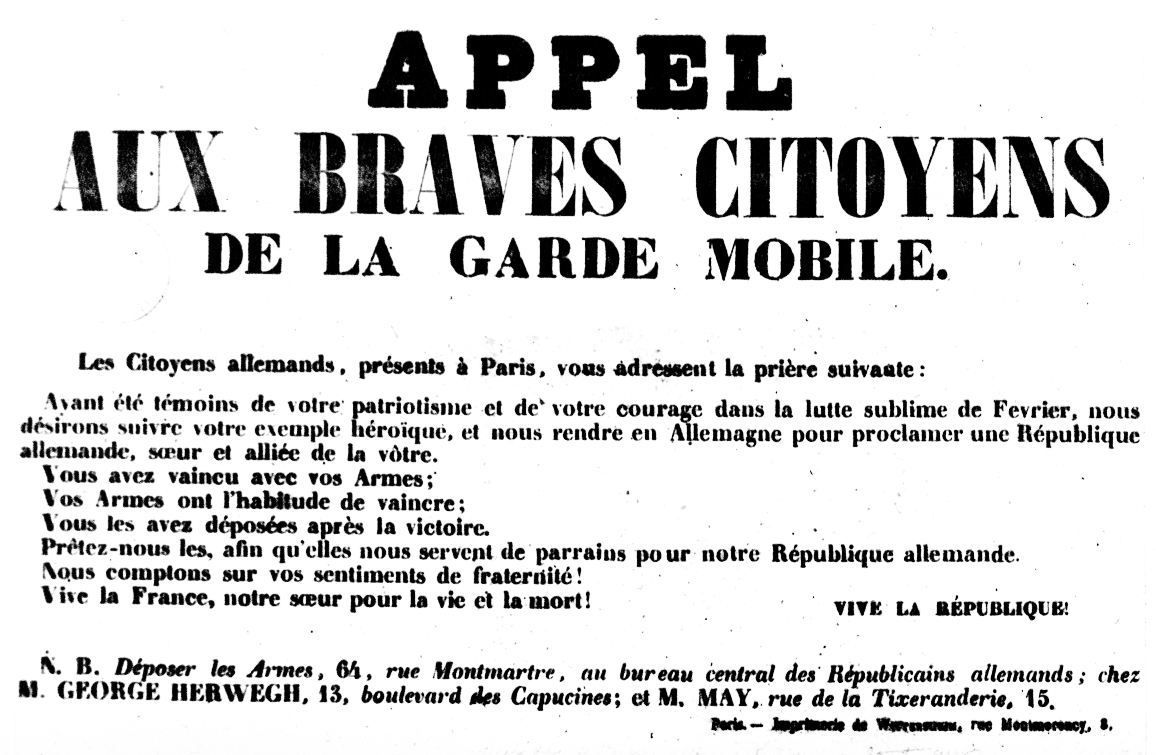
Aufruf der Deutschen Demokratischen Gesellschaft in Paris für die Bewaffnung der Deutschen Demokratischen Legion zu Beginn der Revolution von 1848

Die Deutsche Demokratische Gesellschaft in Paris betrieb nun die Sammlung von Geld und Waffen für ihre Legion, wobei einerseits die französische Regierung um Hilfe gebeten wurde und andererseits auch die Pariser Bevölkerung und speziell deren Nationalgarde in Zeitungsanzeigen zu Geld- und Waffenspenden aufgefordert wurde. Bornstedt war dabei besonders aktiv.
Die beiden radikalen Republikaner in der provisorischen französischen Regierung, Ferdinand Flocon und Alexandre Ledru-Rollin unterstützten die Deutsche Demokratische Legion. Corvin kam allerdings bzgl. der provisorischen französischen Regierung insgesamt zur Einschätzung: „Wenn man von Seiten der Regierung für uns Geldmittel anwies, so geschah dies nur, weil man die deutschen Arbeiter los sein wollte.“
Die nach der Februarrevolution arbeitslos gewordenen deutschen Arbeiter drängte es ihrerseits nach der Heimkehr, wodurch die Führung der Deutsche Demokratische Gesellschaft in Paris unter Druck gesetzt wurde.
Bereits am 4. März 1848 beschloss die Bundesversammlung des Deutschen Bundes im Hinblick auf die Ereignisse in Frankreich erste Maßnahmen zur Grenzsicherung im Westen und zur Besatzung der Bundesfestungen, die in der Folge fortlaufend präzisiert wurden.
Die Vorgänge unter den deutschen Emigranten in Paris wurden von den Regierungen der Staaten des Deutschen Bundes durch Spione beobachtet und so
berichtete der württembergische Gesandte schon am 23. März der Bundesversammlung „daß der deutsche demokratische Clubb daselbst beschlossen hat, am 21. oder 22. d.M. ein Freicorps von 5000 bis 6000 Deutschen und Franzosen von Paris an den Oberrhein ausziehen zu lassen, um in Baden, Großherzogtum Hessen und Rheinbayern die Republik zu proklamieren, und daß die französische Regierung dies nicht hindern werde.“
In der Bundesversammlung vom 25. März beantragte der Vertreter Badens „in Berücksichtigung des gleichzeitigen Auszugs von 6000 bewaffneten eingeübten Arbeitern aus Paris nach dem Rhein“ die Mobilisierung des VIII. Armee-Korps (Deutscher Bund). Dies wurde am gleichen Tag auch beschlossen.
Die Nachrichten aus Frankreich über die arbeitslos gewordenen deutschen Arbeiter und die Deutsche demokratische Legion führten in Baden zu einer Hysterie und zur Bürgerbewaffnung um den angeblich bevorstehenden Einfall plündernder Horden aus dem Elsass abzuwehren.
Im Elsass gab es andererseits die Furcht vor einer deutschen Invasion zum Sturz der Republik.
Am 24. März 1848 marschierte das erste Bataillon der Legion nach Straßburg ab, wo es erst etwa 18 Tage später eintraf. Weitere vier Bataillone verließen Paris bis 6. April. Herwegh selbst kam am 15. April 1848 in Straßburg an. Die französische Regierung unterstützte den Abmarsch der Legion durch ein Tagesgeld pro Person und die Organisation freier Unterkunft auf einer festgelegten Route. Die erhoffte Ausgabe von Waffen an der französischen Grenze erfolgte nicht.
Mit der Präsenz der ersten Kolonnen der Legion im Raum Straßburg stieg die Hysterie am badischen Rheinufer. So gab es am 14./15. April Gerüchte über einen bevorstehenden Rheinübergang von Teilen der Legion bei Breisach. Diese Gerüchte führten am 15. April gar zum Abbruch einer Sitzung der 2. badischen Kammer, da viele Abgeordnete aus Karlsruhe flüchteten und die Kammer nicht mehr beschlussfähig war.
Im Hinblick auf die Not entlassener deutscher Arbeiter im Elsass und ganz Frankreich, gab es aber auch Bemühungen eine friedliche Rückkehr nach Deutschland zu unterstützen.
Versuche Herweghs und seiner Frau sich mit Friedrich Hecker über eine Vereinigung der Freicorps zu vereinbaren führten zu keinem Ergebnis, da Hecker sehr zurückhaltend war. Hecker befürchtete insbesondere, dass Franzosen sich Herweghs Zug anschließen würden. Am 24. März nahm Hecker in der Diskussion in der 2. Kammer der badischen Ständeversammlung wie folgt Stellung: „Man muß wohl unterscheiden zwischen deutschen und französischen Arbeitern; gegen französische Arbeiter, die bei uns einfallen wollen, müssen wir verfahren, als wie gegen Jemanden, der einen feindlichen Einfall ausübt;… .“
Der zweifelhafte Wert der militärischen Verstärkung war gegen die negative Wirkung in der Öffentlichkeit abzuwägen. In jedem Fall war für Hecker bereits der Einmarsch hessischer Truppen und die Massierung württembergischer und bayerischer Truppen an den badischen Grenzen erkennbar. Dies wirkte sich auf den Verlauf des Heckerzuges nachteilig aus.

### Das Ende
Nach dem Abmarsch der Legion aus Paris verlegte das Comité der Deutschen Demokratischen Gesellschaft seinen Sitz nach Straßburg, behielt aber einen Zweitsitz in Paris der von Heinrich Börnstein geleitet wurde.
Herwegh trennte sich und die Legion mit einem Schreiben vom 18. April von der Deutschen Demokratischen Gesellschaft in Paris und forderte diese zu einer Neuorganisation ohne ihn und die Legion auf. Herwegh nannte sich nun Président de la légion allemande. Die daraufhin von Börnstein neu gegründete Deutsche Demokratische Gesellschaft in Paris hatte kaum noch Resonanz in den Zeitungen und fiel wahrscheinlich dem Belagerungszustand zum Opfer, der am 25. Juni 1848 nach dem Pariser Juniaufstand ausgerufen wurde und das Verbot der politischen Clubs zur Folge hatte.